# Rómulo y Julita
Rómulo y Julita es una película peruana de 2020, dirigida por Daniel Martín Rodríguez y protagonizada por Mónica Sánchez y Miguel Iza. Esta comedia romántica está inspirada en la historia de Romeo y Julieta de William Shakespeare, y es la segunda película de Rodríguez.

## Sinopsis
En el andino pueblo de Berona, Rómulo (Miguel Iza) y Julita (Mónica Sánchez) intentan vivir su amor, a pesar de que los Monitor y los Capullitos, sus respectivas familias, ambas ligadas a empresas de mototaxis, se encuentran enfrentados.

## Reparto
El reparto está formado por:
| - Mónica Sánchez como Julita Capullito - Miguel Iza como Rómulo Monitor - Mayella Lloclla como Mercuria Monitor - Pietro Sibille como Teo Capullito - Ana Cecilia Natteri como Katiuska - Franco Cabrera como Carioca Monitor - César Ritter como el Padre Lautaro - Anahí de Cárdenas como María del Carmen - Jesús Neyra como José Ignacio - Jessica Newton | - Emilram Cossío como Benito Monitor - Dante del Águila como Royer - Gabriel Iglesias - Herbert Corimanya como "Pecho de Gato" Capuillto - Andrea Luna como Magdalena - Tommy Párraga como Alex - Jorge Bardales como Caremalo Monitor - Zoe Arévalo como Julieta - Cindy Díaz como Clarita - Julia Thays como Susana - Bruno Pinasco |

## Producción
La película fue grabada en dos semanas en Lima y Canta, y fue el primer rol protagónico cinematográfico de Sánchez. Fue escrita por Gonzalo Rodríguez Risco y Pablo Carrillo.
Se estrenó el 27 de febrero de 2020.